# ريتشارد فاولر (عازف هاربسكورد)
ريتشارد فاولر (بالإنجليزية: Richard Fuller)‏ هو عازف بيانو أمريكي، ولد في 14 يوليو 1947.

## وصلات خارجية
- ريتشارد فاولر على موقع ميوزك برينز (الإنجليزية)
- ريتشارد فاولر على موقع أول ميوزيك (الإنجليزية)
- ريتشارد فاولر على موقع ديسكوغز (الإنجليزية)